# BeIA
BeIA (Be Internet Appliances) war eine eingeschränkte Version von Be Incorporateds Betriebssystem BeOS, speziell für eingebettete Systeme.
Die Firma Be kooperierte bei der Entwicklung von BeIA mit den Softwareherstellern Opera, deren Browser Opera unter BeIA zum Einsatz kam, sowie mit RealMedia, da deren RealPlayer ebenfalls unter BeIA Verwendung fand. Weitere Kooperationspartner waren die Hardwarehersteller Compaq und National Semiconductor.
Als Einsatzgebiet für BeIA waren Webpads oder Settopboxen gedacht. Daher bot BeIA nur Programme für den Internetzugang, wie einen Browser und ein E-Mail-Programm oder Multimediaanwendungen, wie den RealPlayer. Zudem bootete BeIA in sehr kurzer Zeit.
Geräte, die BeIA verwendeten, erschienen von Sony und Compaq.